# 서휘 (정치인)
서휘(徐輝, 1916년~1993년)는 조선민주주의인민공화국의 정치인이다.

## 참고 자료
- “徐輝”. 労働者の本. 2016년 1월 16일에 확인함.
- 王建宏 (2018). “朝鲜革命者在延安活动述论(1935—1945)”. 《延安大学学报(社会科学版)》 (延安大学) 40: 64–70.
- 김선호 (2020). “6․25전쟁기 북한 심리전의 체계와 인적 자원”. 《동방학지》 (국학연구원) 192: 175–206.
- 沈志華 (2016). 《最後の「天朝」 毛沢東・金日成時代の中国と北朝鮮 上》. 번역 朱建栄. 岩波書店. ISBN 978-4-00-023066-7. 다음 글자 무시됨: ‘和書’ (도움말)
- 沈志華 (2016). 《最後の「天朝」 毛沢東・金日成時代の中国と北朝鮮 下》. 번역 朱建栄. 岩波書店. ISBN 978-4-00-023067-4. 다음 글자 무시됨: ‘和書’ (도움말)